# Financiamento climático

Os investimentos em energia sustentável (energia limpa) são um exemplo de financiamento climático. A partir de 2023, ele aumentou devido aos altos preços dos combustíveis fósseis e ao crescente apoio às políticas em vários países.

Financiamento climático é um termo abrangente para recursos financeiros como empréstimos, subsídios ou alocações orçamentárias domésticas para mitigação, adaptação ou resiliência às mudanças climáticas. O financiamento pode vir de fontes privadas e públicas, assim como pode ser canalizado por vários intermediários, como bancos multilaterais de desenvolvimento ou outras agências de desenvolvimento, que são particularmente importantes para a transferência de recursos públicos dos países desenvolvidos para os países em desenvolvimento, à luz das obrigações da Convenção do Clima da ONU que os países desenvolvidos têm.:7
Existem duas subcategorias principais de financiamento climático baseadas em objetivos diferentes. O financiamento de mitigação é um investimento que visa reduzir as emissões globais de carbono, enquanto o financiamento de adaptação visa responder às consequências das alterações climáticas. A nível mundial, existe uma ênfase muito maior na mitigação, que representa mais de 90% das despesas com o clima.:2590 As energias renováveis constituem uma importante área de crescimento para o investimento em mitigação e contam com um apoio político crescente.:5
O financiamento pode vir de fontes privadas e públicas e, às vezes, as duas podem se cruzar para criar soluções financeiras. É amplamente reconhecido que os orçamentos públicos serão insuficientes para satisfazer as necessidades totais de financiamento climático e que as fontes privadas serão importantes para colmatar o déficit financeiro.:16 Muitos modelos ou instrumentos financeiros diferentes têm sido usados para financiar ações climáticas. Por exemplo, títulos verdes e compensação de carbono são algumas soluções promovidas. Há uma inovação considerável nesta área. Também está ocorrendo a transferência de soluções que não foram desenvolvidas especificamente para o financiamento climático, como parcerias público-privadas.
Existem muitos desafios com o financiamento climático. Primeiro, há dificuldades em medir e rastrear fluxos financeiros. Em segundo lugar, também há questões sobre apoio financeiro equitativo aos países em desenvolvimento para reduzir emissões e se adaptar aos impactos. Também é difícil fornecer incentivos adequados para investimentos do setor privado. Estimou-se que o financiamento climático global atingiu cerca de 1,3 trilhão de dólares por ano em 2021/2022. No entanto, é necessário muito mais para manter o aumento da temperatura global dentro de 1,5°C e evitar os piores impactos das mudanças climáticas. Um relatório de 2024 estimou que os fluxos de financiamento climático devem aumentar pelo menos seis vezes em relação aos níveis de 2021/2022, atingindo 8,5 trilhões de dólares por ano até 2030.

## Definição e contexto
Financiamento climático é, tal como definido pelo Comitê Permanente das Finanças da Convenção-Quadro das Nações Unidas sobre as Alterações Climáticas (UNFCCC), “o financiamento que visa reduzir as emissões e aumentar os sumidouros de gases com efeito de estufa e visa reduzir a vulnerabilidade e manter e aumentar a resiliência dos sistemas humanos e ecológicos aos impactos negativos das alterações climáticas”.

### Obrigações da UNFCCC
De acordo com a Convenção do Clima da ONU, o financiamento climático se refere a transferências de dinheiro público de países de alta renda para países de baixa e média renda. Isso ocorreria à luz de suas obrigações de fornecer recursos financeiros novos e adicionais. A Conferência das Nações Unidas sobre Mudanças Climáticas de 2015 introduziu uma nova era para o financiamento, as políticas e os mercados climáticos. O Acordo de Paris, que foi adoptado nessa conferência, definiu um plano de acção global para colocar o mundo no caminho certo para evitar alterações climáticas perigosas, limitando o aquecimento global a bem abaixo dos 2 °C acima dos níveis pré-industriais. O acordo abrange mitigação, adaptação e financiamento das mudanças climáticas. O elemento de financiamento inclui mecanismos de apoio específicos ao clima e ajuda financeira para atividades de mitigação e adaptação. Os objetivos destas atividades são acelerar a transição energética para uma economia de baixo carbono e um crescimento resiliente às alterações climáticas.
Na 16ª Conferência das Partes, em 2010 (Cancún 2010), os países desenvolvidos se comprometeram com a meta de mobilizar conjuntamente 100 bilhões de dólares por ano até 2020 para atender às necessidades dos países em desenvolvimento. A decisão da 21.ª Conferência das Partes (Paris 2015) incluiu também o compromisso de continuar o seu atual objetivo de mobilização coletiva até 2025.
O montante de financiamento efetivamente fornecido, no entanto, estima-se que tenha ficado bem abaixo do que havia sido previsto. De acordo com os números da OCDE, o financiamento climático disponibilizado e mobilizado atingiu 83,3 bilhões de dólares em 2020 e 89,6 bilhões de dólares em 2021.

## História

### Antecedentes

#### Ambientalismo pós-Segunda Guerra Mundial

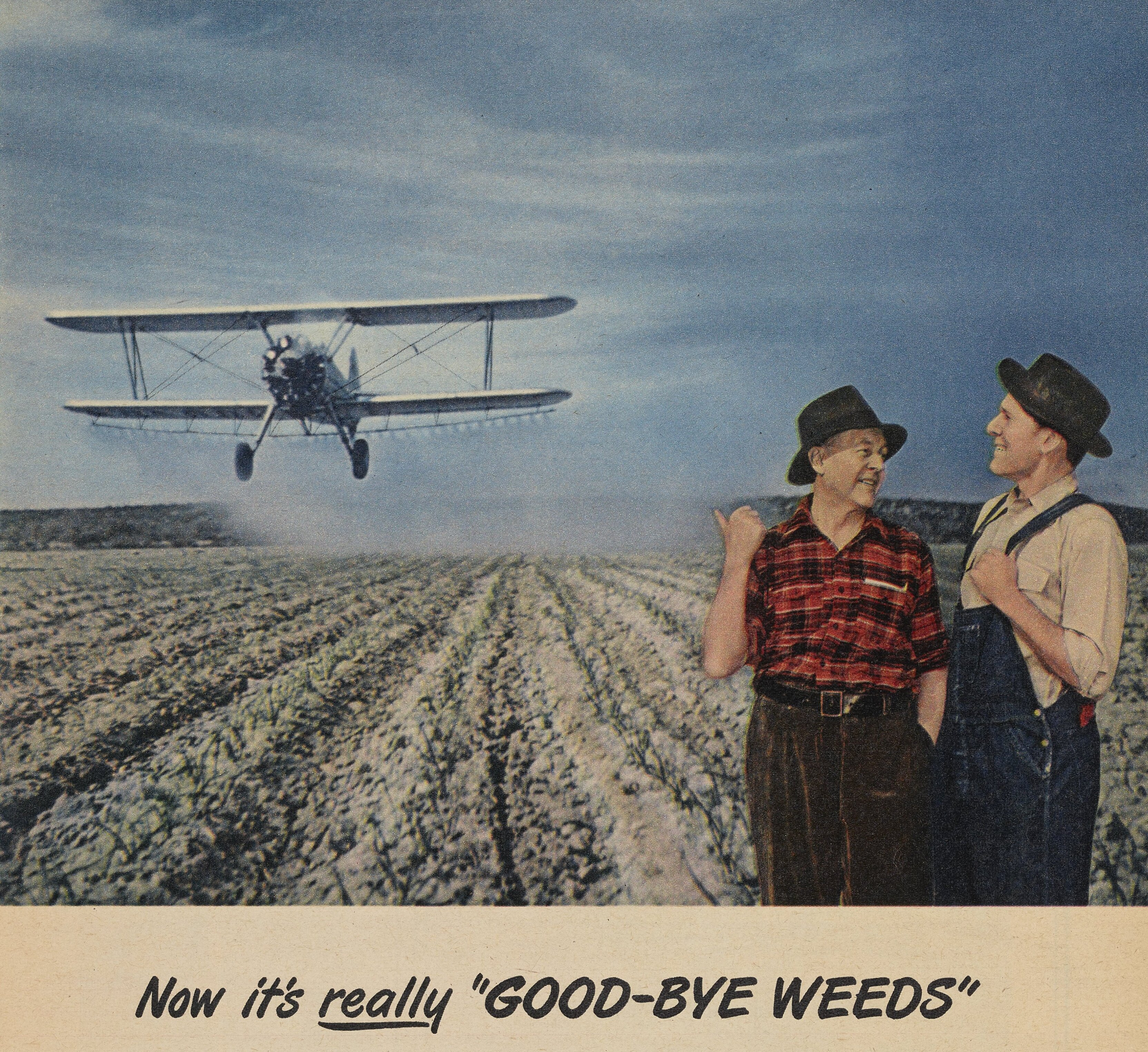
Anúncio da American Cyanide Company da década de 1950, para pesticidas de pulverização aérea.

Após 1945, mudanças demográficas e econômicas reconfiguraram a pressão humana sobre os ecossistemas. Nos países industrializados, o crescimento populacional e o aumento do consumo, aliados à mecanização agrícola, transformaram paisagens rurais em monoculturas extensas e impulsionaram a expansão urbana e suburbana. Em nações em desenvolvimento, investimentos estrangeiros e projetos de infraestrutura, muitas vezes desvinculados de contextos locais, aceleraram a exploração de recursos como madeira e minérios, frequentemente sem regulamentações ambientais robustas. Esses fatores ampliaram a degradação de habitats e a perda de biodiversidade.
Na década de 1950, a preocupação com impactos ambientais de escala global ganhou força. O uso massivo de pesticidas sintéticos, como o DDT, revelou consequências imprevistas: toxicidade persistente na cadeia alimentar, declínio de populações de aves e contaminação de ecossistemas aquáticos. Simultaneamente, resíduos industriais — como PCBs, dioxinas e metais pesados — acumulavam-se em solos e águas, afetando espécies e comunidades humanas. A radioatividade de testes nucleares, dispersa globalmente, evidenciou como atividades localizadas podiam ter efeitos transfronteiriços.
A poluição atmosférica tornou-se outro desafio central. A queima de combustíveis fósseis não apenas liberou gases associados ao aquecimento global, mas também gerou chuva ácida, causando a acidificação de lagos e florestas em regiões de solo granítico. A descoberta do "buraco na camada de ozônio", ligada a clorofluorcarbonetos (CFCs), destacou a vulnerabilidade de sistemas naturais a substâncias sintéticas. Paralelamente, o acúmulo de plásticos não biodegradáveis expôs os limites da gestão de resíduos e seus riscos à vida selvagem.
Esses problemas consolidaram a noção de que a intervenção humana alterava processos ecológicos essenciais, como ciclos biogeoquímicos e equilíbrios climáticos. A ciência passou a enfatizar a interconexão entre poluição, saúde pública e conservação, enquanto movimentos sociais pressionavam por regulamentações mais rigorosas. A gestão de recursos, antes focada em exploração controlada, começou a incorporar objetivos de preservação de espécies e habitats, independentemente de seu valor utilitário.
Esse contexto pós-guerra pavimentou o caminho para acordos internacionais que reconheciam a necessidade de cooperação em questões ambientais. A percepção de riscos compartilhados — como mudanças climáticas e perda de biodiversidade — incentivou a criação de mecanismos multilaterais, incluindo fundos e políticas dedicados a mitigar danos e promover tecnologias sustentáveis, elementos centrais para o desenvolvimento do financiamento climático nas décadas seguintes.

##### Conferência de Estocolmo (1972) e a criação do PNUMA

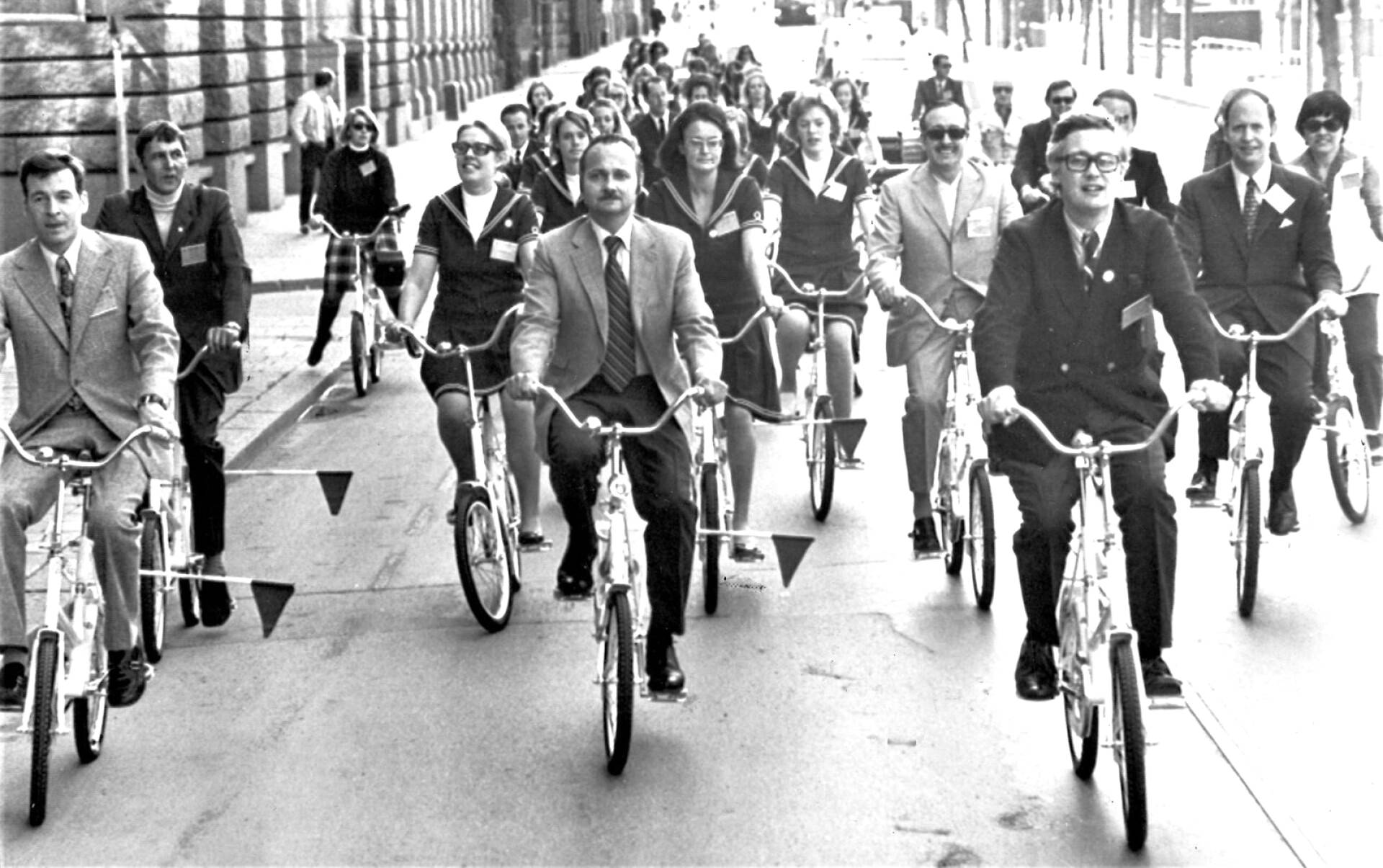
Membros da Conferência de Estocolmo andando de bicicleta em 1972, com Maurice Strong ao centro.

A Conferência das Nações Unidas sobre o Meio Ambiente Humano, realizada em Estocolmo em 1972, marcou um divisor de águas na governança ambiental internacional. Organizada em resposta a pressões como a chuva ácida transfronteiriça e desastres ecológicos, a conferência reuniu pela primeira vez representantes de 113 países para discutir problemas ambientais sob uma perspectiva global. Seu principal legado foi a criação do Programa das Nações Unidas para o Meio Ambiente (PNUMA), mas seu impacto transcendeu a formação de uma agência: redefiniu a própria noção de "meio ambiente" como um sistema interconectado, integrando questões antes tratadas de forma fragmentada.
Até então, as iniciativas ambientais internacionais dividiam-se em três eixos:
1. Preservação: Focado na proteção de áreas naturais e espécies, com raízes em movimentos do século XIX, como a criação de parques nacionais.
2. Gestão de recursos: Visava o uso sustentável de recursos naturais para desenvolvimento econômico, promovido por agências da ONU desde os anos 1940.
3. Controle da poluição: Emergente nos anos 1960, tratava de problemas como derramamentos de óleo e emissões industriais, inicialmente vistos como locais.

A inovação de Estocolmo foi sintetizar esses enfoques em uma visão holística, reconhecendo que danos ambientais — mesmo localizados — afetam ecossistemas planetários. Por exemplo, poluentes atmosféricos passaram a ser entendidos não apenas como ameaças à saúde local, mas como fatores de desequilíbrio climático global.
Um desafio central foi conciliar prioridades de países industrializados e em desenvolvimento. Nações do Sul Global, recém-independentes e focadas no desenvolvimentismo e no combate à pobreza, viam regulamentações ambientais como obstáculos ao crescimento. A conferência respondeu a isso integrando o conceito de "poluição da pobreza", que vinculava degradação ambiental a desigualdades sociais. Essa abordagem pavimentou o caminho para a noção de "desenvolvimento sustentável", consolidada duas décadas depois na Eco-92, no Rio de Janeiro.
A Declaração de Estocolmo, com seus 26 princípios, estabeleceu pela primeira vez que países têm soberania sobre seus recursos, mas também responsabilidade de evitar danos além de suas fronteiras. Por exemplo, o Princípio 9 defendia transferência de recursos financeiros e tecnológicos para nações pobres, um precedente para mecanismos de financiamento climático futuros. Além do PNUMA, a conferência inspirou a criação de agências ambientais nacionais e tratados multilaterais subsequentes, como a Convenção de Viena para a proteção da Camada de Ozônio (1982), o Protocolo de Montreal (1987) e a Eco-92 (1992).

##### Relatório Brundtland
Nas duas décadas seguintes, os princípios da Declaração de Estocolmo passaram a guiar políticas de instituições financeiras como o Banco Mundial, que, em 1984, publicou sua primeira diretriz ambiental, reconhecendo que projetos de desenvolvimento deviam incorporar critérios ecológicos, como controle de desmatamento e poluição.

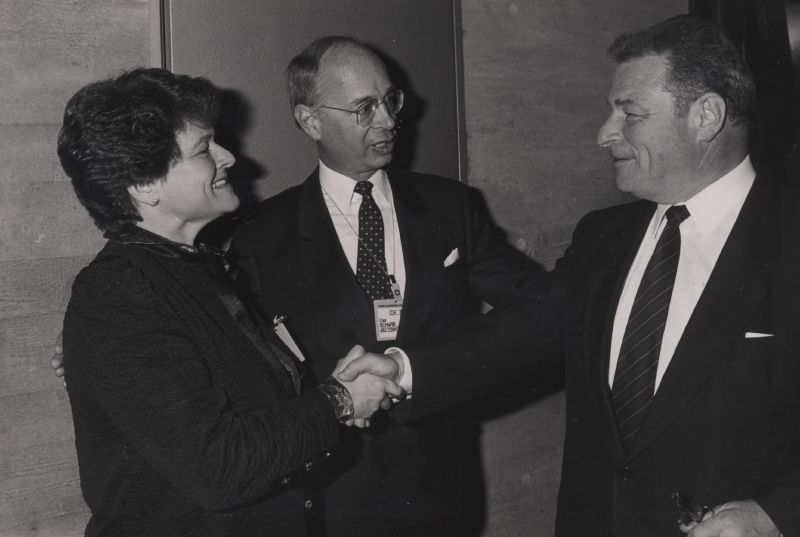
Gro Brundtland, economista autora do relatório da Comissão Mundial sobre Meio Ambiente e Desenvolvimento, durante o Fórum Econômico Mundial, em 1989.

A recessão nos anos 1980 expôs as vulnerabilidades dos modelos de desenvolvimento vigentes. Enquanto países em desenvolvimento enfrentavam recessão e cortes em programas sociais, a degradação ambiental acelerava-se — desmatamento, desertificação e poluição urbana se agravaram. Nesse contexto, o Relatório Brundtland (1987), elaborado pela Comissão Mundial sobre Meio Ambiente e Desenvolvimento, redefiniu o debate ao propor o conceito de desenvolvimento sustentável: "aquele que satisfaz as necessidades do presente sem comprometer a capacidade das gerações futuras". O documento destacou a interdependência entre pobreza, desigualdade e degradação ambiental, defendendo que a ajuda financeira internacional deveria equilibrar crescimento econômico e conservação de recursos.
Essa visão influenciou iniciativas práticas. No Nepal, programas de reflorestamento comunitário, apoiados pelo Banco Mundial, foram iniciados. Na Índia e nas Filipinas, projetos de gestão de bacias hidrográficas buscaram conter erosão e enchentes, evidenciando a necessidade de financiamento de longo prazo e adaptado a realidades locais. Paralelamente, acordos multilaterais como o Protocolo de Montreal (1987) e a Convenção da Basileia (1989) estabeleceram precedentes para mecanismos de financiamento climático, ao criar fundos internacionais para mitigar danos transfronteiriços, como o esgotamento da camada de ozônio e o transporte de resíduos perigosos.
Em 1989, Margaret Thatcher, então primeira-ministra do Reino Unido, discursou nas Nações Unidas (ONU) destacando a ciência climática, os riscos impostos às nações e a necessidade de ações coordenadas para enfrentar a crise. Ela enfatizou a importância de trabalhar por meio da ONU e suas agências para estabelecer acordos internacionais capazes de lidar com efeitos como as mudanças climáticas, o desgaste da camada de ozônio e a perda de biodiversidade.
O avanço científico foi crucial para legitimar a agenda climática. O aumento das temperaturas globais durante esta década reacendeu o debate sobre o papel das atividades humanas no clima. Avanços na modelagem computacional de alta performance e estudos sobre a relação entre dióxido de carbono (CO₂) e variações climáticas históricas solidificaram o entendimento de que as emissões causadas por ação humana eram um fator crítico. Muitas dessas descobertas científicas, embora já estabelecidas desde meados da década de 1960, ganharam novo destaque diante de evidências mais contundentes.
Assim, no início dos anos 1990, as mudanças climáticas já figuravam como uma pauta global — ainda que cercada de debates e controvérsias. Esse cenário pavimentou o caminho para a criação de mecanismos de financiamento climático, destinados a apoiar países vulneráveis e transições para economias de baixo carbono, temas que ganhariam forma em acordos internacionais nas décadas seguintes.

### Primeiros acordos e definições de meta (1990-2015)

#### Eco-92 e a UNFCCC (1990-1994)

Maurice Strong, então Secretário-geral das Nações Unidas, discursando durante a Conferência das Nações Unidas sobre Meio Ambiente e Desenvolvimento, em 1992, no Rio de Janeiro.

A década de 1990 marcou a institucionalização do financiamento climático como parte da resposta global às mudanças climáticas. Em 1990, durante a Segunda Conferência Mundial sobre o Clima, em Genebra, líderes internacionais reconheceram pela primeira vez a necessidade de apoio financeiro aos países em desenvolvimento para enfrentar os impactos climáticos, estabelecendo as bases para discussões posteriores.
Dois anos depois, na Eco-92, no Rio de Janeiro, foi aberta para assinatura a Convenção-Quadro das Nações Unidas sobre Mudança do Clima (UNFCCC), que entrou em vigor em 1994. A UNFCCC consolidou o princípio das "responsabilidades comuns, mas diferenciadas", reconhecendo a maior responsabilidade histórica dos países desenvolvidos nas emissões de gases de efeito estufa e sua obrigação de fornecer recursos financeiros "novos e adicionais" aos países em desenvolvimento.
O mecanismo financeiro da UNFCCC foi operacionalizado por meio do Fundo Global para o Meio Ambiente (GEF), criado em 1991 e formalizado como entidade financeira da convenção em 1994. O GEF tornou-se o principal veículo para financiar projetos de mitigação e adaptação, embora críticos apontassem que parte dos recursos reportados como "financiamento climático" consistia em ajuda ao desenvolvimento rebatizada, sem caráter adicional.
As negociações durante a criação da UNFCCC revelaram tensões entre países desenvolvidos e em desenvolvimento. Estes últimos, representados pelo G-77, defendiam um paradigma de "responsabilidade histórica" e compensação financeira obrigatória, baseado na noção de que as nações industrializadas deveriam arcar com custos decorrentes de suas emissões passadas. Contudo, países desenvolvidos, liderados pelos Estados Unidos, rejeitaram linguagem vinculante e optaram por enquadrar o financiamento como "assistência" voluntária, evitando termos como "compensação" ou "dívida climática". O Artigo 4.3 da UNFCCC refletiu esse compromisso ambíguo, exigindo que os países desenvolvidos cobrissem os "custos incrementais totais acordados" de ações climáticas em nações em desenvolvimento, sem especificar valores ou mecanismos de responsabilização.

#### Protocolo de Quioto e a institucionalização das metas de financiamento (1995-2015)
Um dos seus legados mais relevantes para a economia climática foi a criação de mecanismos de mercado, nomeadamente o Mecanismo de Desenvolvimento Limpo (MDL). O MDL permitia que países do Anexo I investissem em projetos de redução de emissões em países em desenvolvimento, obtendo Créditos de Carbono (Reduções Certificadas de Emissões - RCEs) que poderiam ser usados para cumprir parte das suas metas. Este mecanismo visava promover a mitigação de forma economicamente eficiente e transferir tecnologia e financiamento para o Sul Global.
A questão do financiamento climático, especialmente para apoiar ações em países em desenvolvimento, tornou-se central nas negociações subsequentes. O princípio das "responsabilidades comuns, porém diferenciadas" da UNFCCC reconhecia a maior responsabilidade histórica dos países industrializados e a necessidade de apoiar os esforços das nações em desenvolvimento. Sob o Protocolo de Quioto, o financiamento era canalizado principalmente através do MDL e do Fundo para o Meio Ambiente Mundial (GEF), estabelecido em 1991.
A necessidade de ampliar drasticamente a escala do financiamento climático ganhou destaque na conferência de Copenhague (COP15) em 2009. Ali, os países desenvolvidos comprometeram-se coletivamente a mobilizar 100 bilhões de dólares americanos por ano até 2020 para ajudar os países em desenvolvimento em ações de mitigação e adaptação às mudanças climáticas. Este valor, embora simbólico, representava um reconhecimento político significativo das necessidades financeiras do Sul Global. 
O Acordo de Copenhague também estabeleceu formalmente o Fundo Verde para o Clima (Green Climate Fund - GCF), criado em 2010 e operacionalizado em 2015, para se tornar o principal mecanismo multilateral de financiamento climático, visando uma divisão equilibrada entre mitigação e adaptação.

### Acordo de Paris e contexto atual (2015-)

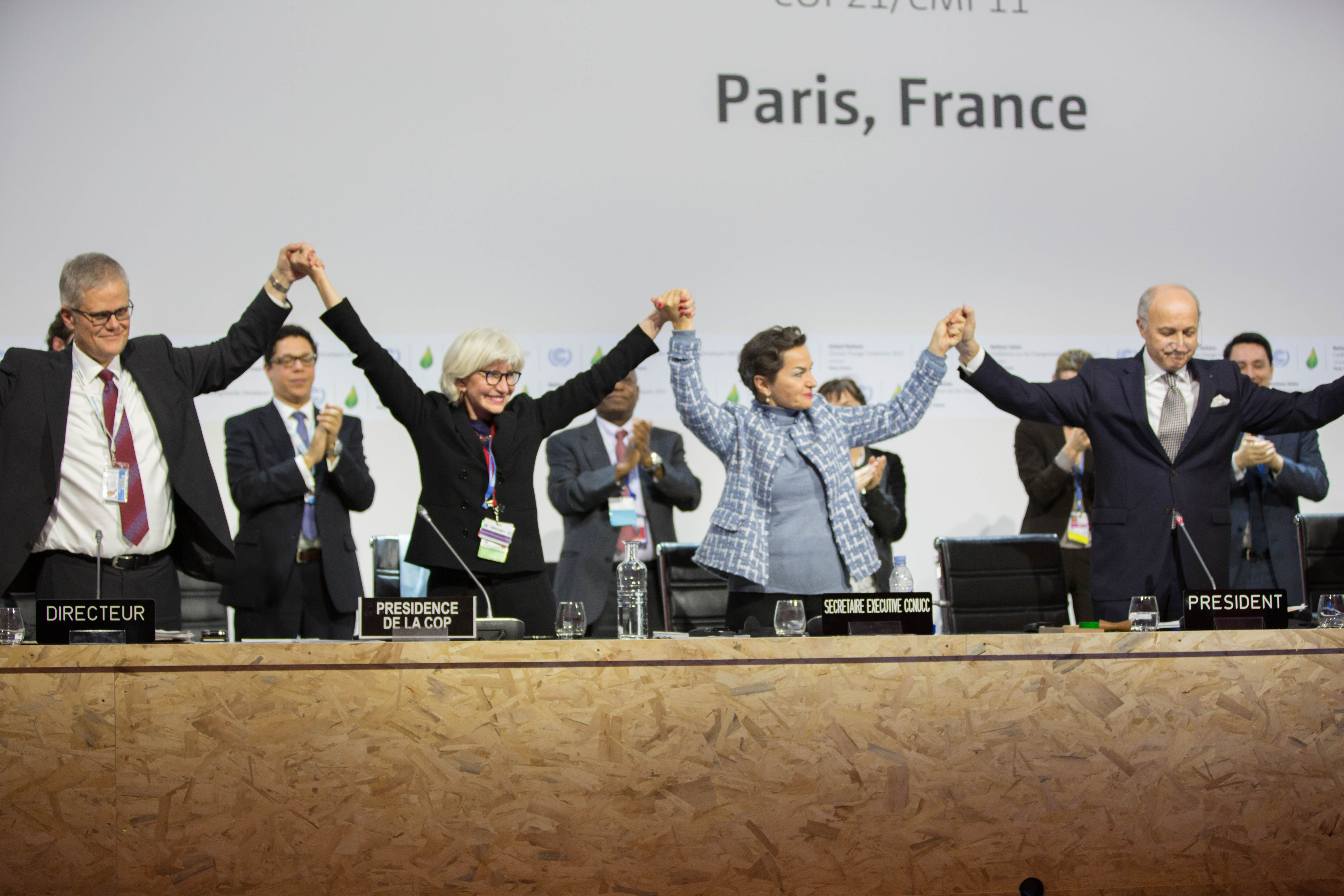
A mesa da presidência da COP15, em Paris, comemorando após a finalização do Acordo de Paris, em 12 de dezembro de 2015.

O Acordo de Paris, adotado em 2015 (COP21), marcou uma mudança significativa na arquitetura da governança climática. Abandonou o modelo de metas de redução legalmente vinculativas apenas para países desenvolvidos, substituindo-o por Contribuições Nacionalmente Determinadas (NDCs), onde todos os países apresentam os seus planos voluntários de ação climática.
Economicamente, o Acordo de Paris manteve e reforçou o foco no financiamento. Reafirmou o objetivo dos 100 bilhões de dólares por ano até 2020, estendendo-o até 2025, antes da definição de uma nova meta coletiva financeira quantificada. O Artigo 2.1(c) do Acordo estabeleceu um objetivo operacional específico: "Tornar os fluxos financeiros consistentes com um caminho rumo a baixas emissões de gases de efeito estufa e desenvolvimento resiliente ao clima". Isto sinalizou a necessidade de realinhar investimentos globais, públicos e privados, para longe de atividades de alto carbono.
O Acordo também reconheceu explicitamente a importância do financiamento para adaptação, buscando um equilíbrio maior com o financiamento para mitigação, e abordou a complexa questão das "perdas e danos" associados aos impactos climáticos que não podem ser evitados através da adaptação. Contudo, o financiamento para perdas e danos permaneceu um ponto de forte divergência, com países desenvolvidos resistindo a compromissos baseados em compensação ou responsabilidade legal ("reparações climáticas").
A implementação do Acordo de Paris exigiu a elaboração do seu "livro de regras" (Paris Rulebook), concluído principalmente na COP24 em Katowice (2018) e na COP26 em Glasgow (2021). Aspectos econômicos críticos negociados incluíram as regras para os mercados de carbono internacionais (Artigo 6), visando evitar a dupla contagem de reduções de emissões e garantir a integridade ambiental, e o quadro de transparência reforçado (Enhanced Transparency Framework) para medir, reportar e verificar (MRV) ações climáticas e apoio financeiro.
Em Glasgow (COP26), o cumprimento da promessa dos 100 mil milhões de dólares anuais até 2020 permanecia pendente, causando desconfiança entre os países em desenvolvimento. Planos de entrega apresentados pelos países desenvolvidos indicaram que o valor provavelmente só seria alcançado em 2023. A COP26 também estabeleceu o "Diálogo de Glasgow sobre Financiamento de Perdas e Danos" para discutir arranjos de financiamento, embora sem avanços concretos sobre um mecanismo financeiro dedicado. Além disso, o Pacto Climático de Glasgow instou os países desenvolvidos a, pelo menos, duplicar o financiamento coletivo para adaptação até 2025 face aos níveis de 2019.
A economia da governança climática envolve debates contínuos sobre os custos da mitigação versus os custos da inação (danos climáticos), a eficácia dos mercados de carbono, os mecanismos para atrair financiamento privado em escala, a dívida climática, e a justiça na distribuição dos recursos financeiros, particularmente para adaptação e perdas e danos nos países mais vulneráveis. O desafio de mobilizar e canalizar trilhões de dólares necessários para a transição global para economias de baixo carbono e resilientes permanece no centro da governança climática contemporânea.

## Subcategorias
O financiamento de mitigação é um investimento que visa reduzir as emissões globais de carbono. O financiamento de adaptação visa responder às consequências das alterações climáticas.:1553-1554 Essas duas subcategorias são normalmente consideradas separadamente. No entanto, sabe-se que as duas áreas têm muitas compensações, cobenefícios e considerações políticas sobrepostas. O Acordo de Paris é um importante acordo internacional entre governos, que também ajudou a envolver instituições financeiras na agenda climática. O terceiro objetivo do Acordo (artigo 2.1 c) é tornar os fluxos financeiros consistentes com os objetivos de mitigação e adaptação do acordo.:1553-1555

### Financiamento para mitigação

Os transportes eletrificados e as energias renováveis são áreas-chave de investimento para a mitigação das alterações climáticas através de uma transição energética

O financiamento climático global está fortemente focado na mitigação. Os principais sectores de investimento foram as energias renováveis, a eficiência energética e os transportes.:1549,1564 Também houve um aumento no financiamento climático internacional em direção à meta de 100 bilhões de dólares. A maior parte dos 83,3 bilhões de dólares estimados fornecidos aos países em desenvolvimento em 2020 foi destinada à mitigação (48,6 bilhões de dólares, ou 58%). Em escala mundial, o financiamento de mitigação representa mais de 90% do investimento em financiamento climático. Cerca de 70% deste dinheiro destinado à mitigação foi destinado às energias renováveis, no entanto a mobilidade de baixo carbono é um sector de desenvolvimento fundamental. O investimento global em energia aumentou desde a crise da pandemia de COVID-19 em 2020. No entanto, a crise colocou uma grande pressão adicional sobre a economia global, a dívida e a disponibilidade de financiamento, que se espera que se façam sentir nos próximos anos.:1555

#### Custos de mitigação e necessidades de financiamento de mitigação
Em 2010, as estimativas preliminares do Relatório sobre o Desenvolvimento Mundial sobre as necessidades de financiamento para atividades de mitigação e adaptação nos países em desenvolvimento variam entre 140 e 175 bilhões de dólares por ano para a mitigação ao longo dos próximos 20 anos, com necessidades de financiamento associadas de 265 a 565 bilhões de dólares e de 30 a 100 bilhões de dólares por ano durante o período de 2010 a 2050 para a adaptação.
O Relatório Mundial de Energia (WEO, sigla em inglês) de 2011 da Agência Internacional de Energia (AIE) estima que, para satisfazer a crescente procura de energia até 2035, estão previstos 16,9 biliões de dólares em novos investimentos para nova geração de energia, com as energias renováveis (ER) a representarem 60% do total. O capital necessário para satisfazer a procura energética prevista até 2030 ascende a 1,1 trilhão de dólares por ano, em média, distribuídos (quase uniformemente) entre as grandes economias emergentes (China, Índia, Brasil, etc.) e os restantes países em desenvolvimento. Acredita-se que nos próximos 15 anos o mundo necessitará de cerca de 90 trilhões de dólares em novas infraestruturas – a maior parte em países em desenvolvimento e de rendimento médio. A AIE estima que limitar o aumento da temperatura global a menos de 2 ºC até ao final do século exigirá uma média de 3,5 trilhões de dólares por ano em investimentos no setor energético até 2050.
Uma meta-análise de 2023 investigou as "mudanças de investimento a nível tecnológico necessárias para infraestruturas relevantes para o clima até 2035" na UE e concluiu que estas são "mais drásticas para centrais elétricas, redes elétricas e infraestruturas ferroviárias", cerca de 87 bilhões de euros acima dos orçamentos planejados a curto prazo (2021-25) e necessitam de políticas de financiamento sustentáveis.

### Financiamento para adaptação
O financiamento é um importante facilitador da adaptação climática, tanto para os países desenvolvidos como para os países em desenvolvimento.:2586 Pode vir de várias fontes. O financiamento público é fornecido diretamente pelos governos ou por meio de intermediários, como instituições financeiras de desenvolvimento (por exemplo, agências de desenvolvimento). Também pode ser canalizado por meio de fundos climáticos multilaterais. Alguns fundos climáticos multilaterais têm um foco específico na adaptação dentro de seu mandato, como o Fundo Verde para o Clima e o Fundo de Adaptação. O financiamento privado pode vir de bancos comerciais, investidores institucionais, outros fundos de private equity ou outras empresas ou de financiamento familiar ou comunitário. A grande maioria do financiamento monitorado (cerca de 98%) originou-se de fontes públicas. Isto deve-se, em parte, à falta de um fluxo de rendimentos bem definido ou de um modelo de negócio com um retorno do investimento atrativo nos projetos.:2590
O financiamento pode ser fornecido através de uma série de instrumentos, incluindo subvenções ou subsídios, empréstimos concessionais e não concessionais (ou seja, de mercado), bem como outros instrumentos de dívida, emissões de capital (ações cotadas ou não cotadas) ou pode ser fornecido através de fundos próprios, como poupanças.:2588 As maiores proporções do financiamento da adaptação foram investidas em infra-estruturas, energia, ambiente construído, agricultura, silvicultura/natureza e projetos relacionados com a água.:2596
Apenas cerca de 4-8% do financiamento climático total foi alocado para adaptação. A grande maioria foi destinada à mitigação, com apenas cerca de 1-2% a objectivos múltiplos.:2590

#### Custos de adaptação e necessidades de financiamento da adaptação
Os custos de adaptação são os custos de planeamento, preparação, facilitação e implementação da adaptação.:31 Os benefícios da adaptação podem ser estimados em termos de redução de danos causados pelos efeitos das mudanças climáticas. Em termos econômicos, a relação custo-benefício da adaptação mostra que cada dólar pode gerar grandes benefícios. Por exemplo, estima-se que cada bilhão de dólares investidos na adaptação contra as cheias costeiras conduza a uma redução de 14 bilhões de dólares em danos econômicos.:52 Investir em infraestruturas mais resilientes nos países em desenvolvimento proporcionaria um benefício médio de 4 dólares por cada 1 dólar investido.
Um estudo de 2023 descobriu que os custos gerais de adaptação para todos os países em desenvolvimento giram em torno de 215 bilhões de dólares por ano para o período até 2030. As maiores despesas de adaptação são para proteção contra enchentes de rios, infraestrutura e proteção costeira. Eles também descobriram que, na maioria dos casos, os custos de adaptação serão significativamente mais elevados até 2050.:35-36
É difícil estimar tanto os custos quanto as necessidades de financiamento da adaptação. Os custos variam de acordo com o objetivo e o nível de adaptação necessário e o que é aceitável como risco residual, ou seja, risco “não gerido”.:33 Da mesma forma, as necessidades de adaptação variam dependendo dos planos gerais de adaptação do país, cidade ou região. Depende também dos métodos de avaliação utilizados. Um estudo de 2023 analisou informações em nível de país enviadas à UNFCCC em Planos Nacionais de Adaptação e Contribuições Nacionalmente Determinadas (85 países) e estimou que as necessidades globais de adaptação dos países em desenvolvimento ascendem, em média, a 387 bilhões de dólares anuais, para o período até 2030.:31
Tanto as estimativas de custos quanto as estimativas de necessidades apresentam alta incerteza. Os custos de adaptação são geralmente derivados da análise de modelagem econômica (modelos globais ou setoriais). As necessidades de adaptação baseiam-se nos custos ao nível do programa e do projeto.:37 Esses programas dependem de um instrumento de adaptação de alto nível – como um plano, uma política ou uma estratégia. Para muitos países em desenvolvimento, a implementação de certas ações especificadas nos planos está condicionada ao recebimento de apoio internacional. Nestes países, espera-se que a maioria (85%) das necessidades financeiras seja satisfeita através do financiamento público internacional para o clima, ou seja, do financiamento dos países desenvolvidos para os países em desenvolvimento.:38 Há menos dados disponíveis sobre custos de adaptação e necessidades de financiamento de adaptação em países de alta renda. Os dados mostram que as necessidades per capita tendem a aumentar com o nível de rendimento, mas estes países também podem dar-se ao luxo de investir mais internamente.:39

#### Níveis atuais de financiamento e lacuna financeira
Entre 2017 e 2021, o financiamento público internacional total para os países em desenvolvimento destinado à adaptação climática manteve-se bem abaixo dos 30 bilhões de dólares americanos por ano.:42 Isso equivale a cerca de 33% do financiamento climático público total, com um gasto adicional de 14% em atividades transversais (apoiando tanto a adaptação quanto a mitigação). Isso inclui financiamento de bancos multilaterais de desenvolvimento, agências bilaterais e fundos climáticos multilaterais como os três maiores tipos de provedores. Cerca de 63% do financiamento específico para adaptação foi fornecido como empréstimos e 36% como subvenções.:45 O desembolso de fundos para adaptação, de 66% dos valores comprometidos, é muito menor do que para mitigação. Isto indica dificuldade e complexidade de implementação.:46
O déficit de financiamento da adaptação é a diferença entre os custos estimados da adaptação e o montante de financiamento disponível para a adaptação.:31 Com base em dados de 2017-2021, os custos ou necessidades estimados são cerca de 10 a 18 vezes maiores que os níveis atuais de fluxos públicos. Os orçamentos domésticos e o financiamento climático privado para adaptação não estão incluídos nesses números. A diferença aumentou em comparação às avaliações anteriores. Aumentar o financiamento público nacional e internacional e mobilizar o financiamento privado pode ajudar a fechar a lacuna financeira. Outras opções incluem remessas, aumento do financiamento para pequenas empresas e reforma do sistema financeiro internacional, por exemplo através de mudanças na gestão do peso da dívida dos países vulneráveis.:1550:16
Um relatório publicado em janeiro de 2025 descobriu que os investimentos em energia de baixo carbono atingiram 2,1 trilhões de dólares, mas a taxa de crescimento foi mais de 2 vezes menor em 2024 (11%) em comparação aos 3 anos anteriores. Nos anos de 2021, 2022 e 2023, a taxa de crescimento não mudou muito, ficando em 24%-29%. Os investimentos caíram na União Europeia (UE) e no Reino Unido e permaneceram os mesmos nos Estados Unidos. O investimento deverá ser de 5,6 biliões de dólares, em média, todos os anos, entre 2025 e 2030, para se manter em conformidade com o Acordo de Paris.

## Tipos de financiamento

### Multilateral

#### Fundos climáticos multilaterais
Os fundos climáticos multilaterais (ou seja, governados por vários governos nacionais) são importantes para desembolsar dinheiro em financiamento climático. Em 2022, havia cinco fundos climáticos multilaterais coordenados pela UNFCCC: Fundo Verde para o Clima (FVC ou GCF na sigla em inglês), Fundo de Adaptação (FA), Fundo para os Países Menos Desenvolvidos (FMD), Fundo Especial para as Mudanças Climáticas (FCEC) e Fundo Mundial para o Meio Ambiente (FMA ou GEF na sigla em inglês). O maior deles, o GCF, foi formado em 2010.
O outro fundo multilateral principal, os Fundos de Investimento Climático (CIFs, sigla em inglês), é coordenado pelo Banco Mundial e têm sido importantes no financiamento climático desde 2008.
Também em 2022, as nações concordaram com uma proposta para estabelecer um fundo multilateral para perdas e danos, para apoiar as comunidades na prevenção, minimização e resolução de danos e riscos quando a adaptação não é suficiente ou chega tarde demais.:63
Alguns fundos multilaterais para mudanças climáticas funcionam apenas por meio de programas de subsídios. Outros fundos climáticos multilaterais utilizam uma gama mais ampla de instrumentos de financiamento, incluindo subvenções, empréstimos concessionais, capital próprio (ações numa entidade) e opções de mitigação de riscos.:2583

#### Bancos multilaterais de desenvolvimento
Os bancos multilaterais de desenvolvimento (BMDs) são importantes provedores de financiamento climático internacional. Os BMDs são veículos financeiros criados por governos para apoiar esforços econômicos e sociais, predominantemente em países em desenvolvimento. Seus objetivos geralmente refletem as normas de auxílio e colaboração dos seus membros fundadores. Eles complementam os programas das agências bilaterais de desenvolvimento dos membros (do governo nacional), permitindo-lhes trabalhar em mais países e numa escala maior. O Acordo de Paris também proporcionou um impulso aos BMDs para alinharem os seus investimentos e estratégias com os objectivos climáticos e, em 2018, os BMDs anunciaram colectivamente um quadro conjunto para os fluxos financeiros.:1553 Os BMDs utilizam a mais ampla gama de instrumentos de financiamento, incluindo subvenções, empréstimos de investimento, capital próprio, garantias, financiamento baseado em políticas e financiamento baseado em resultados.:2583
O Banco Mundial usa dinheiro contribuído por governos e empresas em países da OCDE para comprar reduções de emissões de gases de efeito estufa baseadas em projetos em países em desenvolvimento e países com economias em transição. Isso inclui a Iniciativa do Fundo BioCarbon, que é uma parceria público-privada que fornece financiamento para o setor de uso da terra. A Parceria para Preparação do Mercado se concentra em mecanismos baseados no mercado. O Forest Carbon Partnership Facility explora a utilização das receitas do mercado de carbono para reduzir as emissões provenientes da desflorestação e da degradação florestal (REDD+).

### Bilateral

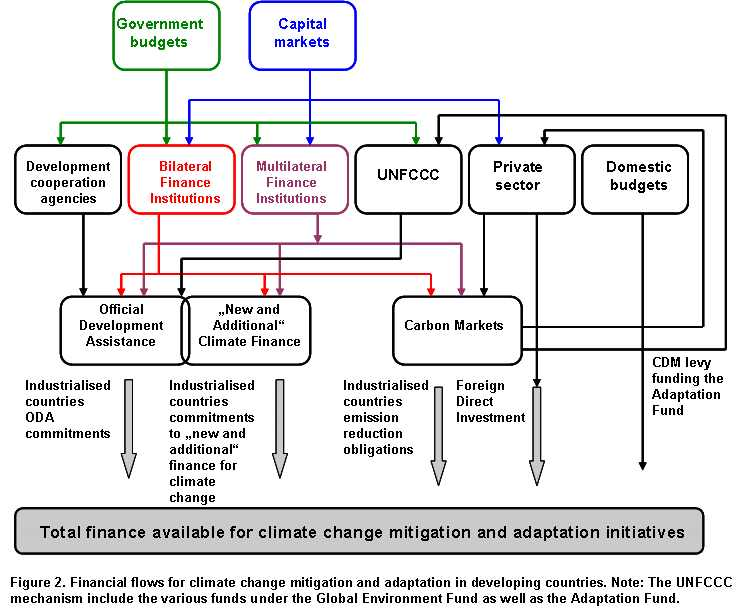
Fluxos financeiros para a mitigação e adaptação às alterações climáticas nos países em desenvolvimento

As instituições bilaterais incluem agências de cooperação para o desenvolvimento e bancos nacionais de desenvolvimento. Até há bem pouco tempo, foram os maiores contribuintes para o financiamento climático, mas desde 2020 os fluxos bilaterais diminuíram enquanto o financiamento multilateral aumentou.:1553 Alguns doadores bilaterais têm prioridades temáticas ou setoriais, enquanto muitos também têm preferências geopolíticas para trabalhar em determinados países ou regiões.:2583
As instituições bilaterais incluem doadores como a USAID, a Agência Japonesa de Cooperação Internacional (JICA), o Banco de Desenvolvimento da Alemanha (KfW) e o Ministério das Relações Exteriores, da Comunidade e do Desenvolvimento do Reino Unido (FCDO). Muitas agências bilaterais também fazem doações através de canais multilaterais, o que lhes permite trabalhar em mais países e numa escala maior. No entanto, o sistema internacional geral de financiamento climático (para fluxos financeiros de países desenvolvidos para países em desenvolvimento) é complexo e fragmentado, com mandatos e objetivos sobrepostos. Isto cria problemas significativos de coordenação.:9

### Nacional
A coordenação a nível nacional do financiamento climático é importante para atingir estas metas nacionais e, no caso dos países em desenvolvimento, também para aceder ao financiamento internacional.:9 Para todos os países e regiões, reconhece-se que o financiamento público não será suficiente para atender a todas as necessidades financeiras. Isso significa que os formuladores de políticas precisam adotar uma abordagem estratégica usando financiamento público para alavancar financiamento privado adicional. Outros financiamentos podem vir de instituições financeiras, como bancos, fundos de pensão, seguradoras e gestores de ativos. Por vezes, as fontes públicas e privadas de financiamento podem ser combinadas numa única solução, por exemplo no sector dos seguros, onde os fundos públicos fornecem parte do capital.:1566

### Privado
As fontes públicas de financiamento têm sido tradicionalmente uma fonte significativa de investimento em infraestrutura. No entanto, os orçamentos públicos muitas vezes são insuficientes para projetos de infraestrutura maiores e mais complexos, especialmente em países de baixa renda. Os investimentos compatíveis com o clima têm frequentemente necessidades de investimento mais elevadas do que as medidas convencionais (combustíveis fósseis), e podem também implicar riscos financeiros mais elevados porque as tecnologias não estão comprovadas ou os projectos têm custos iniciais elevados. Se os países pretendem aceder à escala de financiamento necessária, é fundamental considerar todo o espectro de fontes de financiamento e os seus requisitos, bem como os diferentes mecanismos disponíveis e a forma como podem ser combinados. Há, por conseguinte, um reconhecimento crescente de que será necessário financiamento privado para cobrir o déficit de financiamento.
Investidores privados podem ser atraídos por projetos de infraestrutura urbana sustentáveis onde um retorno suficiente sobre o investimento é previsto com base nos fluxos de renda do projeto ou em pagamentos de dívidas governamentais de baixo risco. A capacidade de financiamento e a solvabilidade são, portanto, pré-requisitos para atrair financiamento privado. Fontes potenciais de financiamento climático incluem bancos comerciais, fundos de pensão, seguradoras, gestores de ativos, fundos soberanos, capital de risco (como renda fixa e produtos de ações listadas), fundos de infraestrutura e empréstimos bancários (incluindo empréstimos de cooperativas de crédito). Incluem também empresas de outros sectores, como as empresas de energias renováveis ou de água, e famílias e comunidades individuais.:1566 Estes diferentes tipos de investidores terão diferentes expectativas de risco-retorno e horizontes de investimento, e os projetos terão de ser estruturados de forma adequada. Por exemplo, existem cooperativas de crédito especializadas em financiamento climático, como a Clean Energy Credit Union sediada nos Estados Unidos, que financia uma série de projetos de energia limpa, incluindo sistemas solares fotovoltaicos, veículos eléctricos e bicicletas eléctricas . A Ceres publicou um relatório que afirma que as cooperativas de crédito têm um papel essencial a desempenhar na mobilização das partes interessadas para enfrentar as alterações climáticas e descreve sete medidas que as cooperativas de crédito devem tomar para enfrentar o risco climático.
Durante a pandemia da COVID-19, as alterações climáticas foram abordadas por 43% das empresas da União Europeia. Apesar do efeito da pandemia sobre as empresas, a porcentagem de empresas que planejam investimentos relacionados ao clima aumentou para 47%. Este valor representa um aumento em relação a 2020, quando a percentagem de investimento relacionado com o clima era de 41%. O investimento climático na Europa tem crescido na década de 2020. No entanto, a necessidade do pacote climático "Fit for 55" da UE continua sendo de 356 bilhões de euros por ano. Desde 2020, o desejo das empresas norte-americanas de inovar aumentou, enquanto o das empresas europeias diminuiu. Em 2022, os gastos com clima para empresas europeias aumentaram 10%, atingindo 53% em média. Isto foi especialmente notório na Europa Central e Oriental, com 25%, e nas pequenas e médias empresas (PME), com um aumento de 22% no financiamento climático.
A compensação de carbono por meio de mercados voluntários de carbono é uma maneira de empresas do setor privado investirem em projetos que evitem ou reduzam emissões em outros lugares. Os mecanismos originais de compensação e crédito de carbono eram "mecanismos de flexibilidade" definidos no Protocolo de Quioto. Eles compõem o mercado de carbono de conformidade, com foco na negociação/creditação (obrigatória) de reduções de emissões entre países. Nos mercados voluntários de carbono, empresas ou indivíduos usam compensações de carbono para atingir as metas que eles mesmos estabeleceram para reduzir emissões. Os mercados voluntários de carbono estão a crescer significativamente.  Mecanismos como o REDD+ incluem contribuições do setor privado através de mercados voluntários de carbono.:1608 Entretanto, os fluxos relativos de financiamento privado dos países desenvolvidos para os países em desenvolvimento continuam muito pequenos. Estima-se que mais de 90% dos fluxos financeiros climáticos privados permaneçam dentro das fronteiras nacionais.:1577
O investimento de capital de risco em tecnologia climática continua a crescer. De acordo com um relatório de 2024 do JP Morgan, a tecnologia de baterias e redes, a mobilidade limpa, a tecnologia alimentar e agrícola são os setores mais financiados, o que reflete a procura de infraestruturas para veículos elétricos, eficiência energética e produção alimentar mais sustentável.

## Instrumentos financeiros

### Trocas de dívida por clima
As trocas de dívida por clima ocorrem quando a dívida nacional acumulada por um país é paga mediante novos termos descontados, acordados entre o devedor e o credor, onde os fundos de reembolso em moeda local são redireccionados para projectos nacionais que impulsionam as actividades de mitigação e adaptação às alterações climáticas.
Por exemplo, a Argentina conseguiu realizar uma troca desse tipo, que foi implementada pela então Ministra do Meio Ambiente, Romina Picolotti. O valor da dívida abordada foi de 38,1 milhões de dólares e a troca ambiental foi de 3,1 milhões de dólares, que foram redirecionados para a conservação da biodiversidade, florestas e outras atividades de mitigação climática. Seicheles, em colaboração com a The Nature Conservancy, também realizaram uma troca de dívida por natureza semelhante, na qual 27 milhões de dólares de dívida foram redireccionados para o estabelecimento de parques marinhos, conservação dos oceanos e actividades de ecoturismo.

## Finanças comprometidas e dispersas
Em 2019, a Climate Policy Initiative (CPI) estimou que o financiamento climático anual atingiu mais de 600 bilhões de dólares. Os dados de 2021/2022 mostraram que o valor ascendeu a quase 1,3 trilhão de dólares, sendo a maior parte do aumento proveniente da aceleração do financiamento da mitigação (setores das energias renováveis e dos transportes). Esses números levam em consideração todos os países e as finanças públicas e privadas. A maior parte desse financiamento é arrecadado e gasto internamente (84% em 2021/2022). O financiamento público internacional para o clima, desde os países desenvolvidos aos países em desenvolvimento, foi considerado muito inferior a 70 bilhões de dólares por ano, durante o período de 2017-2021.:42 A OCDE, que inclui créditos à exportação e financiamento privado mobilizado, estimou que os fluxos para 2021 ascenderiam a 89,6 bilhões de dólares.
Até novembro de 2020, os bancos de desenvolvimento e o financiamento privado não tinham atingido o investimento de 100 bilhões de dólares por ano estipulado nas negociações climáticas da ONU para 2020. No entanto, face à crise económica causada pela pandemia da COVID-19, 450 bancos de desenvolvimento comprometeram-se a financiar uma “recuperação verde” nos países em desenvolvimento.
Em 2016, os quatro principais fundos climáticos multilaterais aprovaram 2,78 bilhões de dólares em apoio a projetos. A Índia recebeu o maior apoio de um único país, seguida pela Ucrânia e pelo Chile. Tuvalu recebeu o maior financiamento por pessoa, seguido por Samoa e Dominica. Os Estados Unidos são o maior doador entre os quatro fundos, enquanto a Noruega faz a maior contribuição em relação ao tamanho da população. O financiamento climático dos seis maiores bancos multilaterais de desenvolvimento (BMDs) do mundo atingiu o valor mais alto em sete anos, de 35,2 bilhões de dólares em 2017. De acordo com dados da OCDE, o financiamento climático fornecido e mobilizado atingiu 83,3 bilhões de dólares em 2020. Outro estudo relatou que o dinheiro dado para as alterações climáticas valia apenas cerca de um terço do que foi dito (21–24,5 bilhões de dólares).
Em 2009, os países desenvolvidos comprometeram-se a mobilizar conjuntamente 100 bilhões de dólares anuais em financiamento climático até 2020, para apoiar os países em desenvolvimento na redução das emissões e na adaptação às alterações climáticas.

### Banco Europeu de Investimento
Desde 2012, o Banco Europeu de Investimento (BEI) disponibilizou 170 bilhões de euros em financiamento climático, que financiou mais de 600 bilhões de euros em programas para mitigar as emissões e ajudar as pessoas a responder às alterações climáticas e à escassez de biodiversidade na Europa e no mundo. Em 2022, o financiamento do banco para projetos de mudança climática e sustentabilidade ambiental totalizou 36,5 bilhões de euros. Isso inclui 35 bilhões de euros para iniciativas de apoio à ação climática e 15,9 bilhões de euros para programas de apoio a metas de sustentabilidade ambiental. Os projetos com vantagens combinadas em termos de acção climática e de sustentabilidade ambiental receberam 14,3 bilhões de euros em financiamento. Durante o período 2021-2030, o Banco pretende apoiar 1 trilhão de euros em investimentos verdes. Atualmente, apenas 5,4% dos empréstimos do Banco para a ação climática são dedicados à adaptação climática, mas o financiamento aumentou significativamente em 2022, atingindo 1,9 bilhão de euros.
O BEI planeja apoiar 1 trilhão de euros em investimentos climáticos até 2030, no âmbito do Pacto Ecológico Europeu. Em 2019, o Conselho de Administração do BEI aprovou novas metas para a ação climática e a sustentabilidade ambiental, a fim de eliminar gradualmente o financiamento dos combustíveis fósseis. O banco aumentará a parcela de seu financiamento para ação climática e sustentabilidade ambiental para 50% até 2025. O Grupo Banco Europeu de Investimento anunciou que alinhará todo o financiamento com o Acordo de Paris até o final de 2020. O banco pretende "desempenhar um papel de liderança na mobilização do financiamento necessário para atingir o compromisso mundial de manter o aquecimento global bem abaixo dos 2˚C, visando 1,5˚C". Os empréstimos do BEI à economia azul sustentável totalizaram 6,7 bilhões de euros entre 2018 e 2022, gerando 23,8 bilhões de euros em investimentos e 2,8 bilhões de euros em energias renováveis marítimas. No mesmo período, o banco concedeu cerca de 881 milhões de euros para ajudar na gestão de águas residuais, águas pluviais e resíduos sólidos, a fim de reduzir a poluição que entra no oceano. Em 2023, os empréstimos de energia do BEI subiram para 21,3 bilhões de euros, ante 11,6 bilhões de euros em 2020. Este financiamento apoia a eficiência energética, as energias renováveis, a inovação, o armazenamento e as novas infra-estruturas de redes energéticas.
O BEI, a Comissão Europeia e a Breakthrough Energy, lançada por Bill Gates em 2015, colaboraram para construir iniciativas de tecnologia verde em larga escala na Europa e incentivar o investimento em tecnologias climáticas cruciais.
De acordo com um Inquérito aos Municípios de 2020, 56% dos municípios da União Europeia aumentaram o investimento climático, enquanto 66% consideram que o seu investimento climático nos três anos anteriores foi insuficiente. Nos três anos que antecederam a pandemia, mais de dois terços das cidades da UE aumentaram os investimentos em infraestruturas, com 56% de incidência na atenuação das alterações climáticas.
Os municípios locais contribuem com 45% do investimento total do governo. Infraestrutura básica, como transporte público ou serviços de água, está incluída no investimento. Eles também atualizam instalações públicas, incluindo escolas, hospitais e moradias sociais. A priorização da eficiência energética nestes projetos ajudará a Europa a cumprir as metas climáticas.

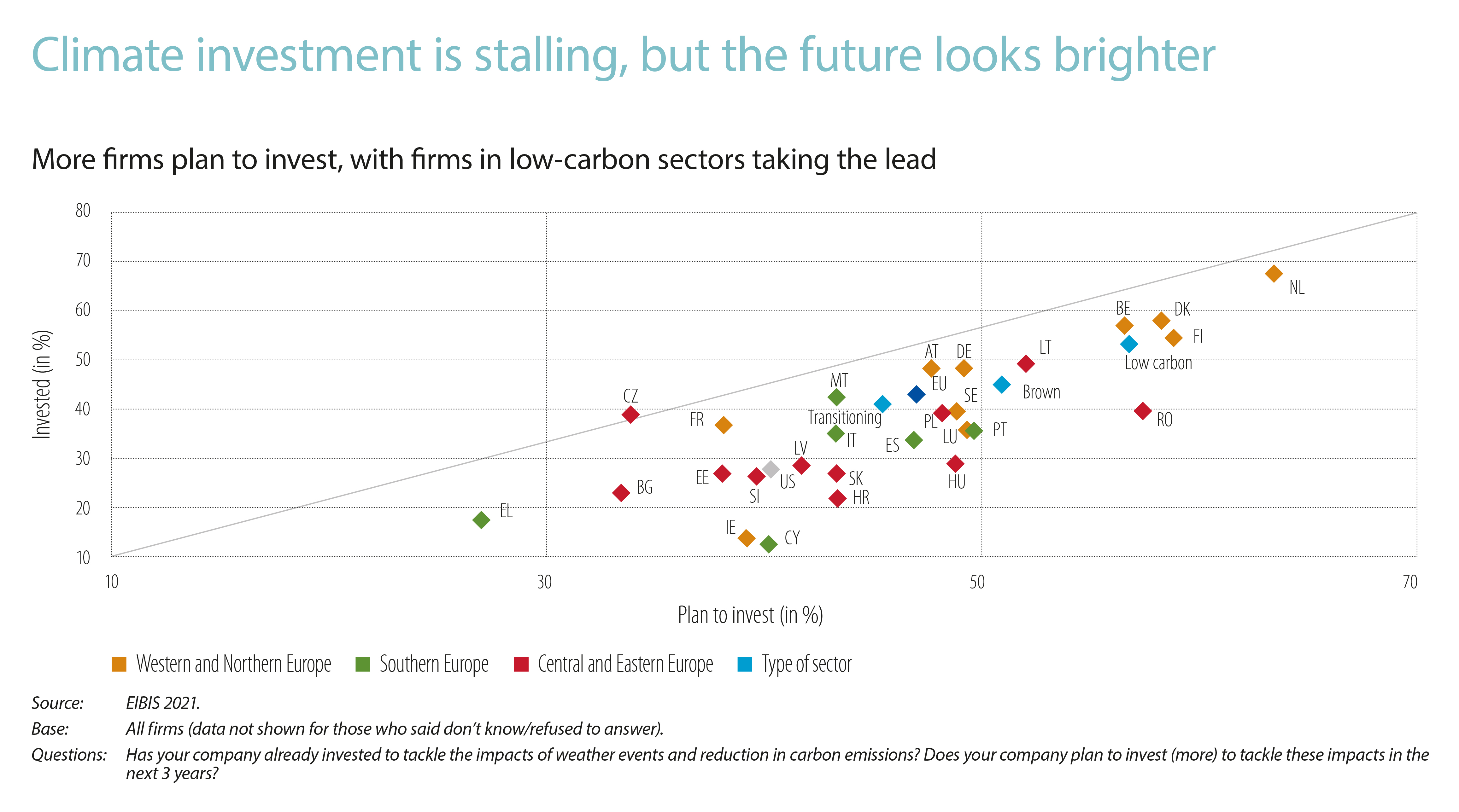
Mais empresas (na Europa) planeiam investir em sectores de baixo carbono e combater as alterações climáticas

As empresas do Leste Europeu e da Ásia Central ficam atrás das suas homólogas do Sul da Europa em termos da qualidade média das suas práticas de gestão ecológica, nomeadamente em termos de objetivos específicos de consumo de energia e de emissões. Variáveis externas, como pressão do consumidor e impostos sobre energia, são mais relevantes do que características da empresa, como tamanho e idade, para influenciar a qualidade das práticas de gestão verde. Empresas com menos limitações financeiras e práticas mais fortes de gestão verde têm mais probabilidade de investir em uma variedade maior de iniciativas verdes. Os investimentos em eficiência energética são benéficos tanto para os resultados financeiros como para o ambiente.

## Desafios

### Acompanhamento dos fluxos de financiamento climático
As informações sobre os fluxos de financiamento climático são muito melhores para o financiamento climático internacional do que para o financiamento climático nacional.:1566 O financiamento público internacional proveniente de fontes multilaterais e bilaterais pode ser identificado para especificar que visa a mitigação ou a adaptação às alterações climáticas, ou ambas (ou seja, é transversal). Estão em curso várias iniciativas para monitorizar e seguir os fluxos de financiamento climático internacional.
Este trabalho foi incluído na Avaliação Bienal e Visão Geral dos Fluxos de Financiamento Climático da Convenção-Quadro das Nações Unidas sobre as Alterações Climáticas e nos capítulos sobre financiamento climático do Quinto e do Sexto Relatório de Avaliação do IPCC. Estes fatos sugerem a necessidade de uma monitoramento mais eficiente dos fluxos de financiamento climático. Em particular, eles sugerem que os fundos podem melhorar a sincronização de seus relatórios de dados, sendo consistentes na maneira como relatam seus números e fornecendo informações detalhadas sobre a implementação de projetos e programas ao longo do tempo. Há também a necessidade de melhores relatórios e acompanhamentos por parte de agentes financeiros climáticos nacionais e privados. Isto poderia ser alcançado através de regulamentações nacionais de divulgação obrigatória e padronizada.:55

### Lacuna de financiamento climático
A investigação revela números de financiamento climático bilateral substancialmente mais baixos do que as estimativas oficiais actuais.   As razões são, entre outras, a ausência de definições universalmente acordadas sobre o que se qualifica como financiamento climático internacional e a ausência de supervisão. Isto levou à inclusão de projectos não relacionados com o clima, à falta de transparência e, em última análise, a um problema de credibilidade no que diz respeito aos relatórios oficiais sobre o financiamento climático internacional.
As estimativas da lacuna de financiamento climático — isto é, o déficit de investimentos necessários para alcançar as metas de mitigação e adaptação — variam conforme:
- Região geográfica, com necessidades de investimento muito maiores em economias emergentes e em desenvolvimento;[3]:169
- Setores e atividades incluidas, como energia limpa, agricultura, proteção costeira ou infraestrutura urbana de adaptação;[91][92]
- Horizonte temporal e fases de investimento, distinguindo curto, médio e longo prazo, e fases como planejamento, construção e operação;[3]:1604
- Metas climáticas específicas adotadas, por exemplo cenários compatíveis com limitar o aquecimento a 1,5 °C ou objetivos nacionais de adaptação;[3]:330[93]
- Premissas subjacentes sobre custos tecnológicos, políticas públicas e trajetórias socioeconômicas (PIB, população, preços de tecnologias).[94]

A Avaliação Bienal de 2018 estimou que as necessidades de financiamento para a mitigação entre 2020 e 2030 seriam de 1,7 a 2,4 bilhões de dólares americanos por ano.

### Responsabilidade moral e obrigação legal
Os países desenvolvidos são responsáveis pela maioria das emissões cumulativas de gases de efeito estufa (GEE) desde a industrialização e geralmente têm maior capacidade de fornecer suporte.:218 Por conseguinte, argumenta-se que têm uma responsabilidade moral e uma obrigação legal de fornecer financiamento para ajudar os países em desenvolvimento a empreender cções climáticas. Na 16.ª Conferência das Partes de 2010, os países desenvolvidos comprometeram-se com o objectivo de mobilizar conjuntamente 100 bilhões de dólares americanos por ano até 2020 para responder às necessidades dos países em desenvolvimento, e a decisão da Conferência das Nações Unidas sobre as Alterações Climáticas de 2015 incluiu também o compromisso de continuar o seu actual objectivo de mobilização colectiva até 2025.
Várias instituições e pesquisadores desenvolveram metodologias para determinar cotas de contribuição específicas de cada país com base em princípios de equidade. Todos os modelos têm em comum o facto de utilizarem pelo menos uma variável de riqueza (por exemplo, a quota do PIB ou do RNB) para considerar a capacidade de pagamento e uma variável de emissão (a quota de dióxido de carbono ou de GEE) para reflectir a responsabilidade pelas emissões. Alguns modelos consideram também a população dos países ou a sua vontade de pagar. Além disso, outra proposta de mecanismo sugere incorporar dados prospectivos nos chamados modelos dinâmicos. Para os componentes dinâmicos, a parcela do PIB é determinada por uma previsão para 2030 ajustada aos danos climáticos esperados e a parcela dos GEE abrange as emissões futuras até 2030 e tem em conta as metas de redução de emissões incondicionais apresentadas pelos países, quando disponíveis.

### Incentivar o investimento privado na adaptação
A adaptação às mudanças climáticas é uma área de investimento muito mais complexa do que a mitigação. Isso ocorre principalmente devido à falta de um fluxo de renda bem definido ou de um caso de negócios com um retorno atrativo sobre o investimento em projetos. Existem vários desafios específicos para o investimento privado:
- A adaptação geralmente é necessária em setores não mercantis ou é focada em bens públicos que beneficiam muitos. Portanto, há uma escassez de projetos que sejam atrativos para o setor privado;
- Há um descompasso entre o momento dos investimentos necessários no curto prazo e os benefícios que podem ocorrer no médio ou longo prazo. Os retornos futuros são menos atrativos para os investidores do que os retornos de curto prazo;
- Há falta de informação sobre oportunidades de investimento. Isso diz respeito especialmente às incertezas associadas aos impactos e benefícios futuros. Essas são considerações importantes quando os retornos podem acumular em prazos mais longos;
- Há lacunas em recursos humanos e capacidades para elaborar projetos de adaptação e entender as implicações financeiras das estruturas legais, econômicas e regulatórias.

No entanto, há uma inovação considerável nesta área. Isto está a aumentar o potencial do financiamento do setor privado para desempenhar um papel mais importante na eliminação do déficit de financiamento da adaptação. Os economistas afirmam que as iniciativas de adaptação climática devem ser uma prioridade urgente para o investimento empresarial.

### Financiamento por empréstimo ao invés de subvenção
O uso intensivo de empréstimos condicionados para financiar ações climáticas em economias de baixa renda tem sido identificado como um risco ao aumento do endividamento soberano, ao mesmo tempo em que impõe “condicionalidades verdes”,  — ou seja, exigem mudanças em leis e políticas locais antes de liberar os recursos. Um relatório da Bretton Woods Project analisou os financiamentos via Development Policy Financing (DPF) do Banco Mundial no período de 2018 a 2023 e constatou que grande parte dos empréstimos ao setor energético estava vinculada a reformas neoliberais — como privatizações e desregulação — muitas vezes sem debate público adequado ou inclusão no seu próprio quadro de avaliação ambiental e social. Outro estudo do mesmo organismo mostrou que, no primeiro ano de alinhamento com o Acordo de Paris, 38 dos 71 projetos de energia aprovados foram DPFs, totalizando cerca de 13 bilhões dos 19 bilhões de dólares americanos de financiamento no setor, evidenciando a preferência por empréstimos condicionados em detrimento de investimentos diretos em energia renovável.
Com o aumento dessas operações via empréstimos, a dívida externa dos países em desenvolvimento cresce rapidamente. Em 2023, o estoque de dívida externa dessas economias chegou a 11,4 trilhões de dólares — valor que, em muitos casos, equivale a quase 99% das receitas de exportação desses países. Essa política força os governos a escolher entre honrar compromissos de dívida e financiar serviços essenciais ou iniciativas de desenvolvimento sustentável. A sobrecarga de passivos pode comprometer a capacidade de investimento próprio em infraestrutura verde e adaptação climática, criando um círculo vicioso de mais empréstimos e maior vulnerabilidade econômica.
Em julho de 2024, a Oxfam acusou países ricos de manipularem e sobrevalorizarem o financiamento climático, revelando que menos de um terço dos quase 116 bilhões de dólares anunciados em 2022 se traduziu em apoio efetivo, e que 70% desse valor foi disponibilizado na forma de empréstimos que elevam o endividamento dos países mais vulneráveis. Esse inflacionamento e preferência por empréstimos em vez de subsídios minam a confiança das nações em desenvolvimento e transferem para elas o encargo de pagar juros, reduzindo os recursos disponíveis para mitigar e se adaptar às mudanças climáticas; enquanto as nações desenvolvidas se beneficiam com o retorno dos juros.